# Cuil
Cuil (udtales "cool") er en internet-søgemaskine, lanceret den 28. juli 2008 af en gruppe tidligere Google-ansatte via selskabet Cuil Inc. Den nye søgemaskinen er baseret på et bredere søge- og indexeringskoncept end Google, og selskabet bag Cuil meddelte under sin lancering, at søgemaskinen allerede ved sin lancering havde indekseret mere end 120 milliarder websider, og at den dermed allerede fra day one var verdens største!
Cuil er grundlagt og udviklet af de tidligere Google-ansatte, Anna Patterson, Russell Power og Louis Monier samt af Tom Costello, der bl.a. har arbejdet for IBM. Cuil adskiller sig først og fremmest fra Google ved ikke udelukkende at være funderet på keyword-baseret indeksering, men på en bredere indholdsmæssig indeksering baseret på indeksering af større tekstenheder eller hele sider. Denne form for indeksering skulle give bedre og mere relevalte resultater af søgninger med Cuil end det eksempelvis er tilfældet med Google, hævder bagmændene bag Cuil
Cuil hævder derudover at opretholde et højere sikkerhed omkring privatlivsinformationer end Google ved ikke at gemme logs med informationer om tidligere søgninger eller IP-adresser.
Sammenligninger mellem den nye Cuil og den etablerede Google viser ikke umiddelbart, at Cuils påstande om at være bedre, større og mere relevant end Google allerede fra day one er helt tydelige.
Den 17. september 2010 lukkede Cuil.